# Phù Tang (thần thoại)

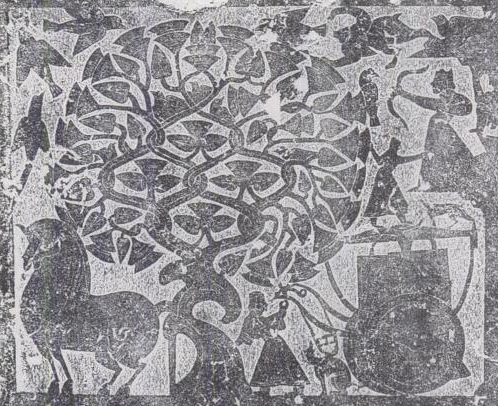
Cây Phù Tang được vẽ trong một bản khắc từ hình chạm nổi trong lăng mộ nhà Vũ Lương, khoảng giữa thế kỷ thứ 2

Phù Tang (tiếng Trung: 扶桑) đề cập đến các đối tượng khác nhau trong văn học Trung Quốc cổ đại, thông thường là một loại cây trong thần thoại hay một vùng đất bí ẩn ở phía Đông.
Trong Sơn Hải Kinh (Truyện về Núi và Biển), và trong một số văn bản tương tự khác của thời kỳ này, nó đề cập đến một loại cây dâu tằm truyền thuyết của sự sống được cho là mọc ở xa về phía đông của Trung Hoa, và sau đó đến chi Dâm bụt, và có lẽ đến nhiều vùng lãnh thổ cụ thể hơn về phía đông của Trung Quốc.
Một quốc gia tên là Phù Tang đã được mô tả bởi nhà truyền giáo bản địa Phật giáo Tuệ Thâm (tiếng Trung: 慧深; bính âm: Huì Shēn) vào năm 499 sau Công nguyên, như một nơi cách 20000 lý về phía đông Da-han, và cũng về phía đông của Trung Quốc (theo Joseph Needham, Da-han tương ứng với vùng Buriat của Siberia). Tuệ Thâm đi bằng thuyền tới Phù Tang, và khi trở về báo cáo phát hiện của mình với Hoàng đế Trung Quốc. Các mô tả của ông được ghi chép lại trong Lương thư, cuốn sách ra đời vào thế kỷ thứ 7 bởi Diêu Tư Liêm, và mô tả một nền văn minh đồ đồng trong vương quốc Phù Tang.
Vương quốc Phù Tang mà Tuệ Thâm mô tả được dự đoán có thể là châu Mỹ, đảo Sakhalin, bán đảo Kamchatka hoặc đảo Kuril. Giả thuyết châu Mỹ là giả thuyết được thảo luận một cách sôi nổi nhất trong những năm cuối thế kỷ 19 và đầu thế kỷ 20, sau khi các tác phẩm thế kỷ 18 của Joseph de Guignes được tìm thấy và phổ biến bởi Charles Godfrey Leland vào năm 1875. Tuy nhiên, các nhà Hán học - kể cả Emil Bretschneider, Berthold Laufer và Henri Cordier - bác bỏ giả thuyết này, và theo Needham giả thuyết châu Mỹ gần như đã bị bác bỏ vào khoảng thời gian Chiến tranh Thế giới thứ nhất.
Những lời kể sau đó trong thần thoại Trung Quốc sử dụng tên gọi Phù Tang cho các định nghĩa khác, thậm chí là những địa điểm ít có khả năng được nhận dạng hơn.

## Trong thần thoại
Một lời tường thuật sớm hơn kể lại, vào năm 219 trước công nguyên, Tần Thủy Hoàng đã phái một đoàn thám hiểm gồm khoảng 3.000 tù nhân đến một nơi nằm xa về phía đông, băng qua đại dương, được gọi là Phù Tang, là vật hiến tế cho một vị thần núi lửa, người giữ thuốc trường sinh. Có những chứng cứ một cách rõ ràng về hai cuộc thám hiểm dưới sự chỉ huy của Từ Phúc, một đạo sĩ, để tìm kiếm thuốc trường sinh. Chuyến thám hiểm đầu tiên vào năm 210 trước công nguyên khi Từ Phúc nói rằng một sinh vật biển khổng lồ đang ngăn chặn con đường của mình. Cung thủ sau đó được gửi đến đối phó với quái vật này khi đoàn thám hiểm bắt đầu lần thứ hai, nhưng không còn tin tức gì của đoàn thám hiểm được nói đến nữa. Tuy nhiên, ... những lời nói riêng trong "Sử ký" (Tư Mã Thiên) ngụ ý rằng lãnh đạo của đoàn - Từ Phúc - đã trở về Trung Quốc từ lâu và vẫn còn lẩn khuất đâu đó gần Lang Da, phung phí đi ngân sách ấn tượng của đoàn thám hiểm.

## Theo lời kể của Tuệ Thâm

### Phía Đông Nhật Bản
Nhật Bản là một trong những giải thích của thuật ngữ Phù Tang. Tuy nhiên, lời bẩm báo của Tuệ Thâm tỏ ra khác biệt với vương quốc Oa cổ đại của Nhật Bản, nơi được định vị một cách không chắc chắn ở Kinki, đảo Kyūshū, hay quần đảo Ryukyu.
Trong thần thoại Trung Quốc, Phù Tang là tên gọi của một loại cây thần thánh và một hòn đảo về phía Đông, nơi mặt trời mọc. Một cây tương tự, gọi là Nhược Mộc (若木) tồn tại ở phía tây, và mỗi buổi sáng mặt trời được kể là sẽ mọc từ cây Phù Tang và lặn vào cây Nhược Mộc. Truyền thuyết Trung Quốc có câu chuyện mười con chim (thường là con quạ) sống trong cây Phù Tang, và khi chín con nghỉ ngơi, con thứ mười sẽ mang theo mặt trời trên hành trình của mình. Huyền thoại này có nét tương đồng với câu chuyện Trung Quốc của người anh hùng hư cấu Hậu Nghệ, người đã cứu thế giới bằng cách bắn hạ chín mặt trời khi tất cả mười mặt trời xuất hiện cùng một lúc. Một số học giả đã xác định được các cây bằng đồng được tìm thấy tại địa điểm khảo cổ Di chỉ Tam Tinh Đôi với những cây Phù Tang.
Thuật ngữ Phù Tang về sau được chỉ định là 'Nhật Bản' trong thơ ca Trung Quốc. Kể từ khi từ tiếng Nhật Nihon hay từ tiếng Trung Riben (日本, nghĩa đen là Gốc [ví dụ nguồn, nơi sinh, gốc gác] của Mặt Trời') là một tên gọi của Nhật Bản, một số nhà thơ đời Đường tin rằng Phù Tang "nằm giữa đại lục và Nhật Bản." Thí dụ như, Vương Duy viết một bài thơ tống biệt năm 753 khi Abe no Nakamaro (tên Trung Quốc là Triều Hành 晁衡) quay về Nhật Bản, "Hương thụ Phù Tang ngoại,
Chủ nhân cô đảo trung." (Được biết ông sống ngoài cây phù tang tượng trưng xứ sở, Trong một hòn đảo lẻ loi.)
Phù Tang được phát âm là Fusō (ふそう 扶桑, bắt nguồn từ từ cổ Fusau ふさう) trong tiếng Nhật, và là một trong những cái tên để chỉ Nhật Bản cổ đại. Một vài chiến hạm của Hải quân Đế quốc Nhật Bản được đặt tên là Fusō (tàu bọc thép Fusō, hay chiến hạm Thế Chiến II Fusō). Có vài công ty, như Mitsubishi Fuso Truck and Bus Corporation, cũng mang tên này.
Gustaaf Schlegel có suy nghĩ rằng Phù Tang có nhiều khả năng nhất là "hòn đảo dài Karafuto hay Sakhalin". Joseph Needham thêm vào "nếu Kamchatka và (quần đảo) Kuril cũng có thể được đề cập tới, không có định nghĩa nào tốt hơn trong việc xác định nó ở tận ngày nay."
Lưu ý rằng có một tỉnh cổ của Nhật Bản gọi là Fusa-no kuni ('Xứ Fusa') ở đông Honshū, bao gồm tất cả tỉnh Chiba cũng như phần phía tây nam của tỉnh Ibaraki ngày nay.

### Châu Mỹ

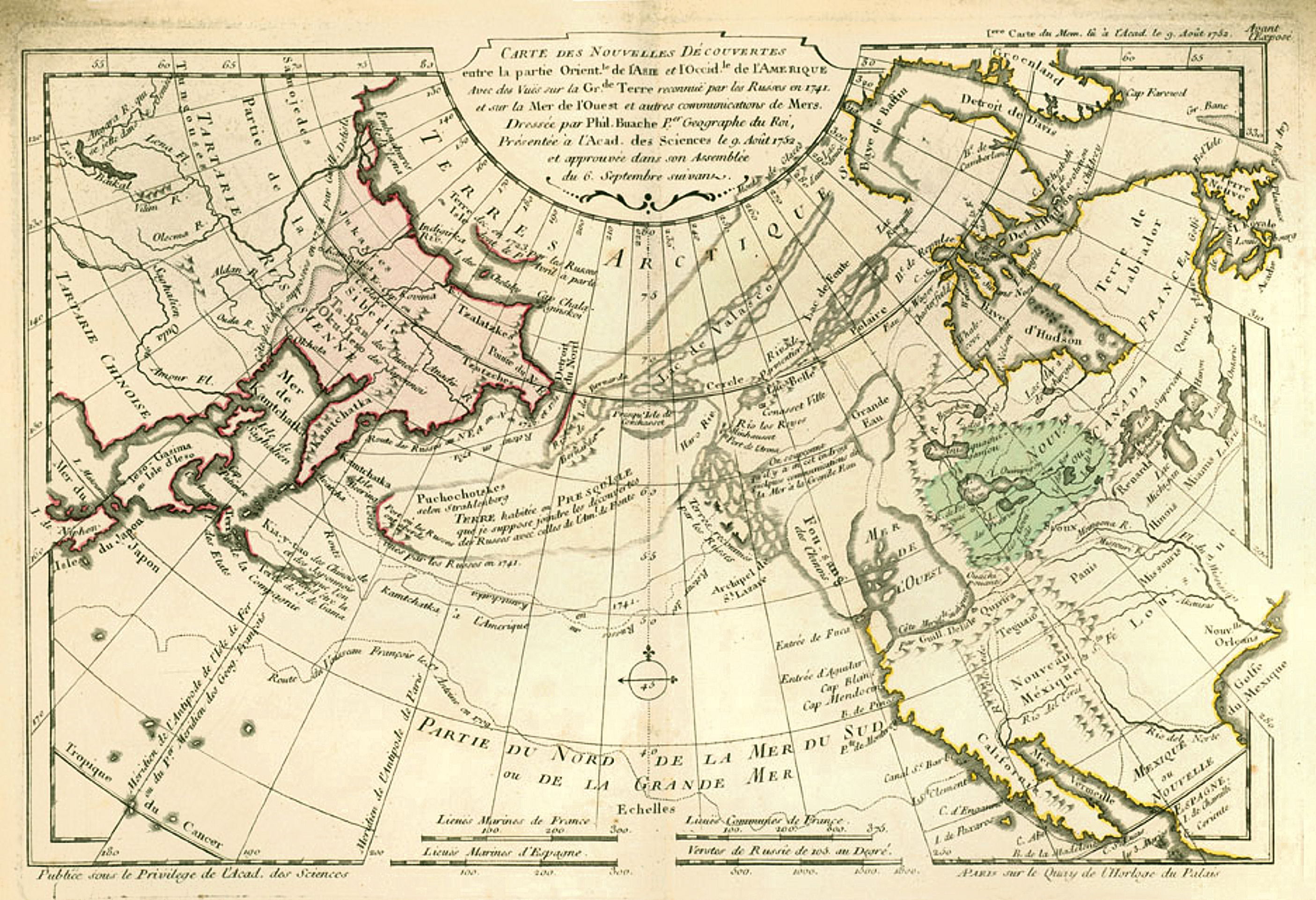
Bản đồ năm 1753 của họa sĩ vẽ bản đồ người Pháp Philippe Buache định vị Phù Tang ("Fou-sang des Chinois", 'Phù Tang của người Trung Quốc') về phía bắc California, trong khu vực của British Columbia.

Theo một số sử gia như Charles Godfrey Lelenad và Joseph de Guignes (Le Fou-Sang des Chinois est-il l'Amérique? Mémoires de l'Académie des Inscriptions et Belles Lettres, tome 28, Paris, 1761), khoảng cách được Tuệ Thâm kể lại (20.000 lý) sẽ xác định vị trí Phù Tang trên bờ biển phía tây của lục địa châu Mỹ, khi sử dụng đơn vị đo lường cổ thời Hán lý. Một số bản đồ châu Âu thế kỷ 18 xác định Phù Tang năm ở phía bắc California, trong khu vực của British Columbia. Một vị trí của châu Mỹ không phù hợp với các yêu cầu về ngựa (loài vật không tồn tại ở Bắc hay Nam Mỹ vào thời điểm đó) hoặc việc thuần hoá và vắt sữa của nai.

## Các mô tả về Phù Tang

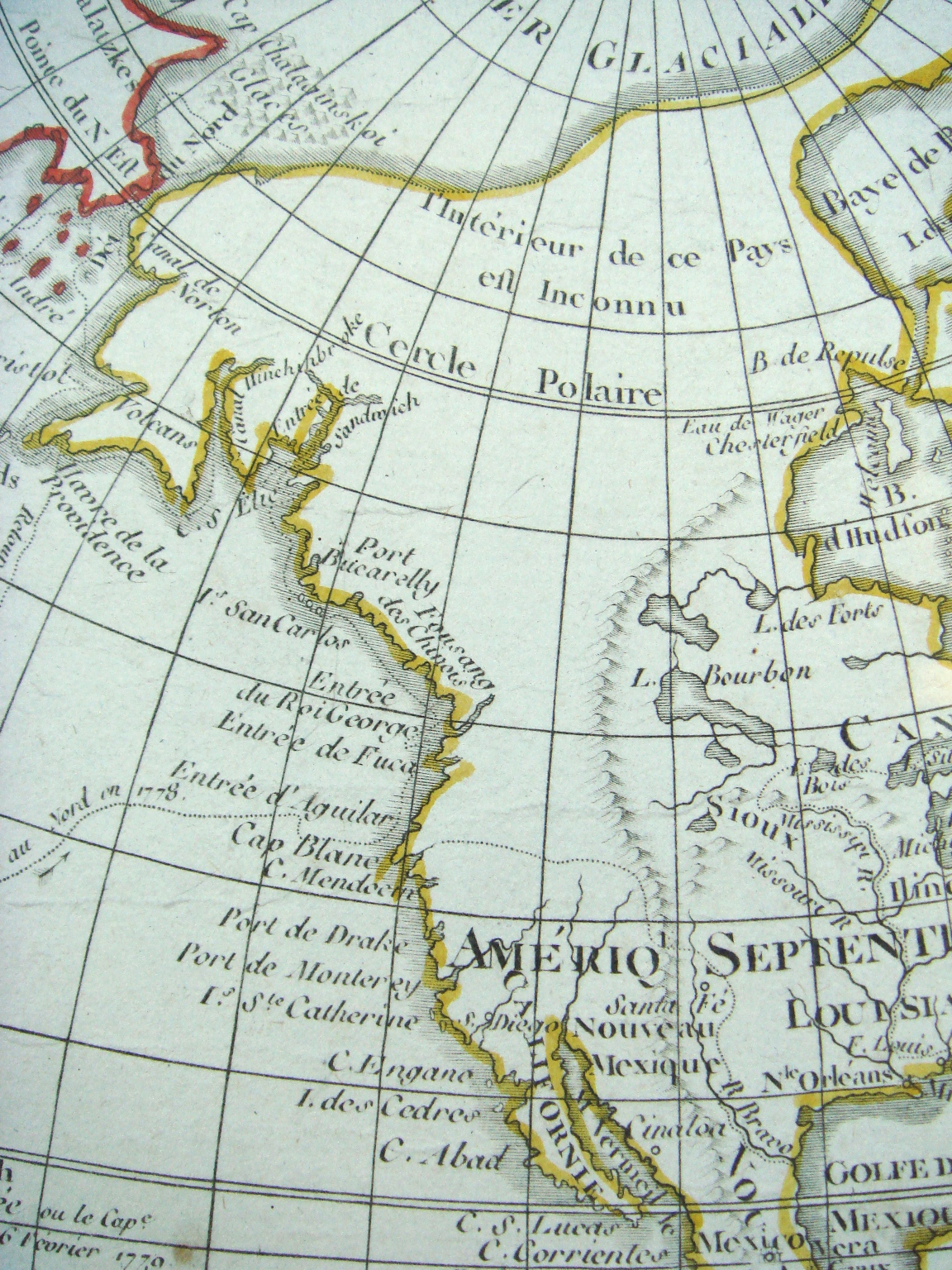
Nhắc đến Phù Tang ("Fousang des Chinois") trên một bản đồ thế giới năm 1792, trong khu vực hiện tại thuộc British Columbia.

Dựa theo những lời kể của Tuệ Thâm cho người Trung Quốc trong chuyến viếng thăm Trung Quốc, đã mô tả trong Lương thư:
"Phù Tang cách 20.000 lý về phía Đông của nước Dàhàn (nghĩa đen 'Đại Hán'), và nằm về phía đông của Trung Quốc (nghĩa đen 'Trung Nguyên')."
"Trên vùng đất đó, có rất nhiều cây Phù Tang (có lẽ là dâu đỏ) có lá hình bầu dục (oval) tương tự cây phao đồng (paulownia) và trái cây màu tía đỏ ăn được như quả lê. Nơi ấy giàu đồng và dấu vết của vàng và bạc nhưng không có sắt. Các bộ lạc thổ dân ở Phù Tang khá văn minh, sống trong các cộng đồng được tổ chức tốt. Họ sản xuất giấy từ vỏ của cây Phù Tang để viết và sản xuất vải từ sợi của vỏ cây, thứ mà họ dùng để làm áo choàng hay gối nằm. Nhà hoặc lều của họ được xây dựng với gỗ dâu đỏ. Các loại trái cây và chồi non của cây là một trong những nguồn thực phẩm của họ. Họ nuôi con nai cho thịt và sữa, giống như những người Trung Quốc nuôi bò ở nhà, và sản xuất pho mát cùng sữa nai. họ đi trên lưng ngựa và vận chuyển hàng hoá của mình với xe hoặc xe trượt tuyết kéo bởi những con ngựa, trâu hoặc nai."
Về tổ chức của đất nước:
"Một hoàng đế, hay một người chỉ huy chính, với sự giúp đỡ của một số quan chức, quản lý đất nước. Đa số mọi người tôn trọng pháp luật. Vương quốc này không có quân đội hay quân đội phòng ngự, nhưng có hai nhà tù, một cái ở phía bắc và cái còn lại ở miền nam. Những người đã phạm trọng tội được gửi tới phía bắc và họ ở đây cả đời. Những tù nhân, tuy nhiên, có thể lấy vợ. Nếu họ đã kết hôn và có con, con trai của họ sẽ trở thành nô lệ và con gái của họ vẫn là người hầu"
Trên thực tiễn xã hội:
"Sự sắp xếp hôn nhân tương đối đơn giản. Nếu một người con trai muốn kết hôn với một cô gái, anh ta phải xây một căn nhà nhỏ bên cạnh nhà của cô gái và ở đó trong một năm. Nếu cô ấy thích anh ta, họ sẽ kết hôn; nếu không anh ta sẽ bị đuổi đi. Khi một người qua đời trong cộng đồng, thi hài của ông sẽ được hỏa táng. Thời gian để tang thay đổi từ bảy ngày đối với cái chết của cha mẹ cho đến năm ngày đối với ông bà, và ba ngày cho một người anh chị em. Trong thời gian để tang của họ, họ không nên ăn, chỉ có nước. Họ không có đức tin tôn giáo."
Lương thư cũng mô tả việc chuyển đổi Phù Tang sang đức tin Phật giáo bởi năm nhà sư Phật giáo từ Gandhara:
"Trong thời gian trước đây, người dân Phù Tang không biết gì về Phật giáo, nhưng trong năm thứ hai Minh đế của triều Lưu Tống (485 sau công nguyên), năm nhà sư từ Kipin (vùng Gandhara của Kabul) đã đi thuyền tới đất nước đó. Họ truyền đạo học thuyết Phật giáo, lưu hành các bản kinh và các bản vẽ, và khuyên bảo mọi người thoát tục. Như là một kết quả, các phong tục của Phù Tang đã thay đổi".